# Quantum gate
Quantum gate is een studioalbum van Tangerine Dream. Mede-oprichter van die band Edgar Froese wilde in 2014 de muziekstijl van de band aanpassen. Hij wilde een combinatie van moderne elektronische muziek en de elektronische muziek uit de Berlijnse School. Voordat het goed en wel van de grond kwam overleed hij. De bandleden probeerden vervolgens een album uit te geven waarin het gedachtegoed van Froese tot werkelijkheid kwam. Zij konden nog gebruik maken van enkele opnamen die Froese al achter de hand had. Gedurende de stilte van Tangerine Dream na Froeses overlijden kwamen Quaeschning en Schnauss al met hun album Synthwaves. Het album Quatumn gate werd opgenomen in de Eastgate Studio in Wenen (de TD-studio) en de Townend Studio in Berlijn. De recensies liepen uiteen van schitterend tot zeer slecht.
Een maand nadat het album verscheen trad Tangerine Dream op tijdens het E-Live 2017-festival in De Enk in Oirschot, georganiseerd door Groove Unlimited.

## Musici
- Edgar Froese, Thorsten Quaeschning, Ulrich Schnauss – gitaar, basgitaar, synthesizers, elektronica
- Hoshiko Yamane – elektrische viool

## Muziek
| Nr. | Titel                                                                | Duur  |
| --- | -------------------------------------------------------------------- | ----- |
| 1.  | Sensing elements (Froese, Quaeschning, Schnauss)                     | 13:34 |
| 2.  | Roll the seven twice (Froese, Quaeschning, Schnauss)                 | 6:26  |
| 3.  | Granular blankets (Froese, Quaeschning, Schnauss)                    | 5:03  |
| 4.  | It is time to leave when everyone is dancing (Quaeschning, Schnauss) | 6:37  |
| 5.  | Identity proven matrix (Froese, Quaeschning, Schnauss)               | 5:19  |
| 6.  | Non-locality destination (Froese, Quaeschning, Schnauss)             | 10:00 |
| 7.  | Proton bonfire (Froese, Quaeschning, Schnauss)                       | 8:25  |
| 8.  | Tear down the gray skies (Froese, Quaeschning, Schnauss)             | 6:18  |
| 9.  | Genesis of precious thoughts (Froese, Quaeschning, Schnauss)         | 9:11  |